# Museo diocesano (Amalfi)
Il Museo diocesano di Amalfi si trova accanto al duomo in salita Episcopio. Esso è parte integrante del complesso monumentale cattedralizio e l'accesso avviene attraverso il chiostro del Paradiso.

## Storia
Inaugurato il 1º luglio 1995, conserva, valorizza e promuove la conoscenza di pregevoli reperti della storia religiosa della diocesi, proveniente dalla cattedrale di sant'Andrea apostolo e dal territorio diocesano. Il museo è allestito nella basilica del Crocifisso e nell'adiacente chiostro del Paradiso.

## Descrizione
L'itinerario museale si sviluppa in quattro sezioni espositive: 
- Chiostro
- Dipinti murali
- Tesoro del Duomo
- Dipinti e le sculture

### Sezione I - Chiostro
Lungo le gallerie del chiostro, sono conservate opere provenienti dalla cattedrale, tra cui spiccano:
- Sarcofago greco con Ratto di Proserpina (prima metà del II secolo d.C.).
- Sarcofago romano con Nozze di Peleo e Teti (seconda metà del II secolo d.C.), riutilizzato in epoca altomedievale come tomba dell'arcivescovo Cesario de Alanio.
- Resti degli amboni romanici (1174 - 1202) decorati con mosaici di scuola cosmatesca.

### Sezione II - Dipinti murali

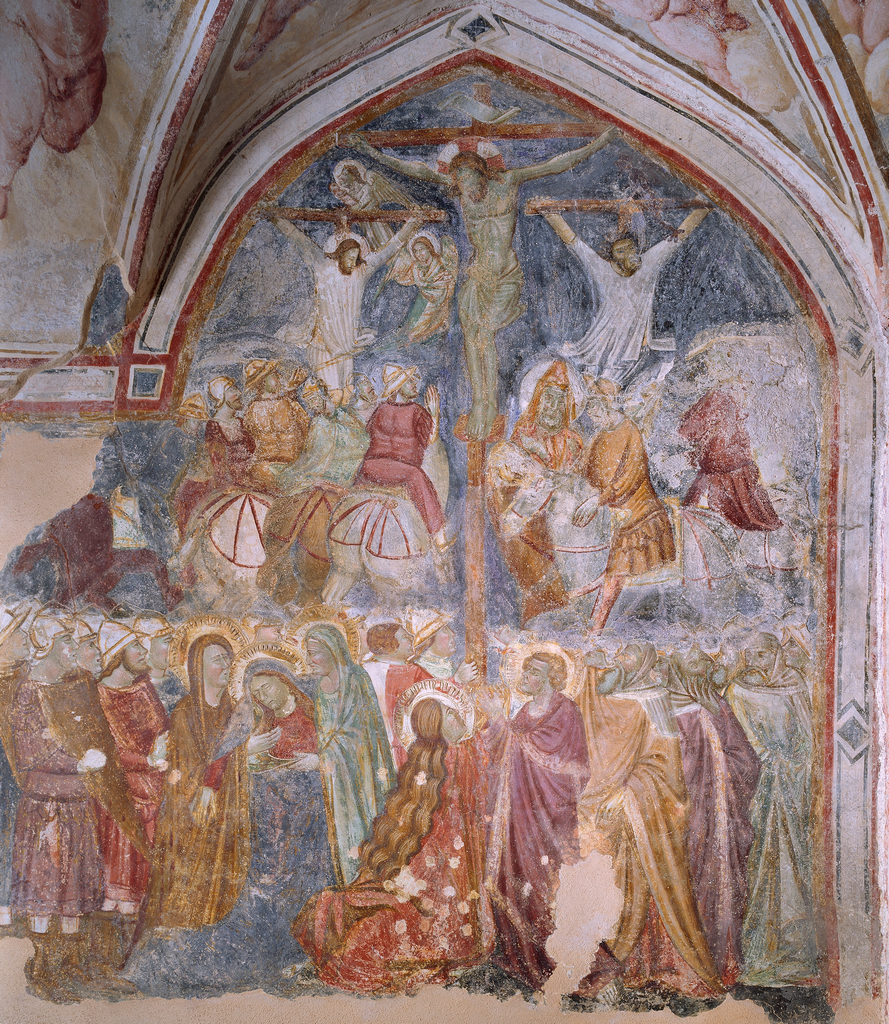
Crocifissione (attribuita a Roberto d'Oderisio)

La sezione presenta, nel chiostro e nella Basilica, i dipinti murali ad affresco già precedentemente in loco, databili tra il XIII e il XIV secolo, raffiguranti:
- nel chiostro: Crocifissione (seconda metà del XIII secolo), attribuita a Roberto d'Oderisio;
- nella Basilica: 
  - sul lato destro, Madonna con Gesù Bambino di scuola senese;
  - sul lato sinistro, Storie della vita dei santi Cosma e Damiano e Storie della vita del beato Gerardo Sasso (XIII secolo), di anonimo pittore dell'ambito di Pietro Cavallini.

### Sezione III - Tesoro del Duomo
Nell'aula dell'antica basilica sono esposti preziosi oggetti liturgici e paramenti sacri, appartenenti al Tesoro del Duomo, tra i quali si segnalano: 
- Mitria (ante 1297), in oro, argento, gemme, paste vitree perle e smalti, realizzata da una bottega orafa napoletana per san Ludovico, figlio di Carlo II di Napoli, divenuto vescovo di Tolosa.
- Calice (XIV secolo) a base ottagonale, lavorato a cesello e decorato con gemme e pietre preziose.
- Reliquiario a cassetta con la Sacra Manna (fine XIV - inizio XV secolo), in osso di bue sbiancato (così assume la trasparenza dell'avorio), opera della bottega degli Embriachi, proveniente dalla Cripta della Cattedrale.
- Reliquiario a cassetta dei santi Cosma e Damiano con Scene della vita dei due Santi (fine XIV - inizio XV secolo), in osso di bue sbiancato, riferite alla bottega degli Embriachi.
- Pace (XV secolo), in smalto e rame, entro la quale è una miniatura su pergamena con Annunciazione.
- Madonna con Gesù Bambino (XV secolo), affresco.
- Collare del Toson d'Oro (XVII secolo), composto da una maglia a placche d'oro figurate (fiordalisi, panoplie, immagini di sant'Andrea apostolo, ecc.) e culminante in un grande rubino, dal castone del quale pende il caratteristico simbolo del Vello di caprone: questa è la più importante onorificenza cattolica concessa dai sovrani di Spagna ai monarchi europei, spettante di diritto al Gran Maestro dell'Ordine di Malta, fondato dall'amalfitano beato Gerardo Sasso da Scala.
- Croce pettorale (fine XVII - inizio XVIII secolo) in oro, smeraldi e brillanti.
- Paliotto con Flagellazione e Crocifissione di sant'Andrea (1711), in argento, di bottega napoletana.
- Portantina (XVIII secolo), in legno scolpito e dorato con pannelli in lacca nera, decorata a chinoiserie, realizzata a Macao per la Compagnia delle Indie.
- Ostensorio (seconda metà del XVIII secolo), in argento dorato e paste vitree, di bottega napoletana.

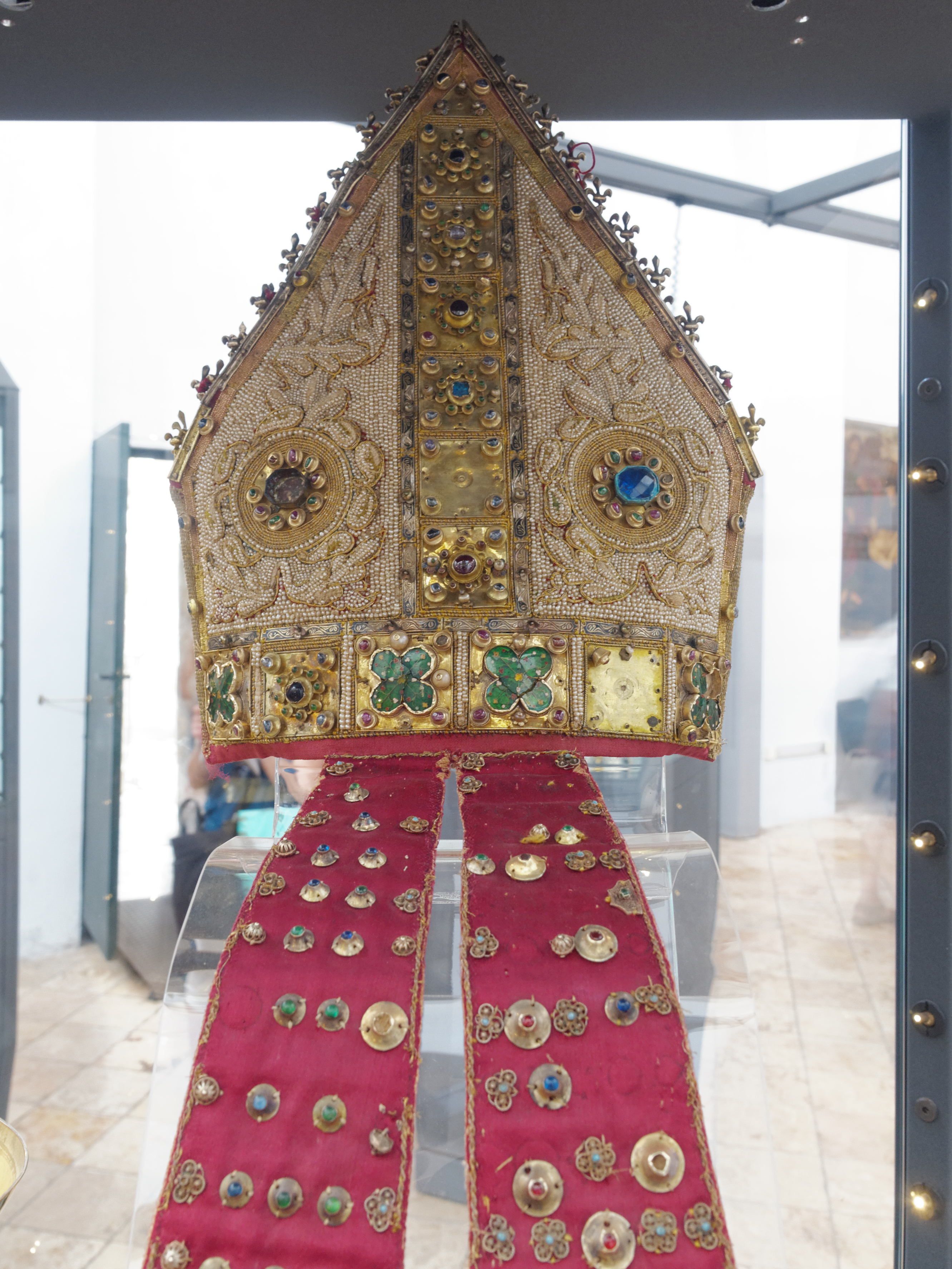
Mitra (ante 1297)
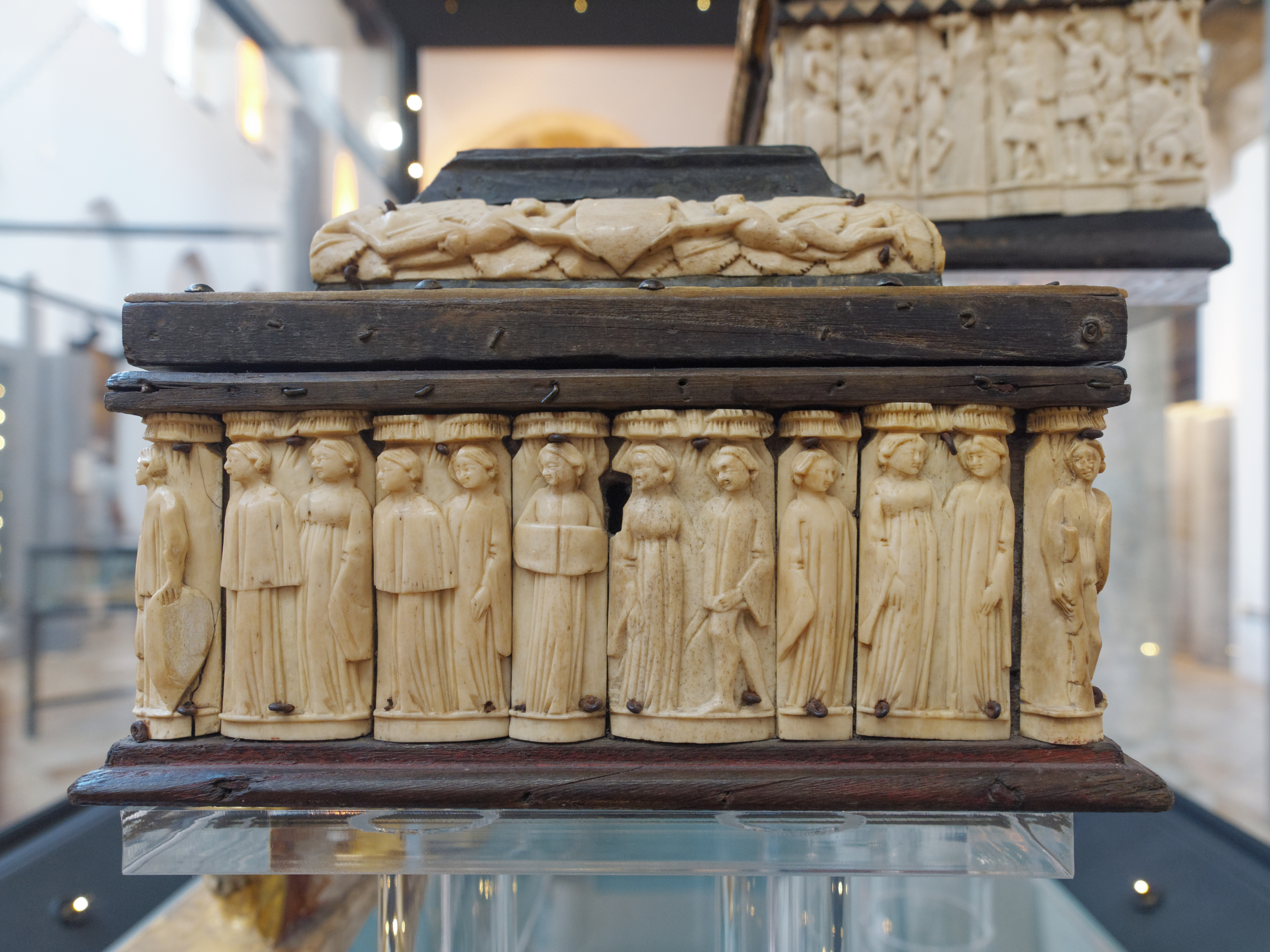
Reliquiario a cassetta con la Sacra Manna
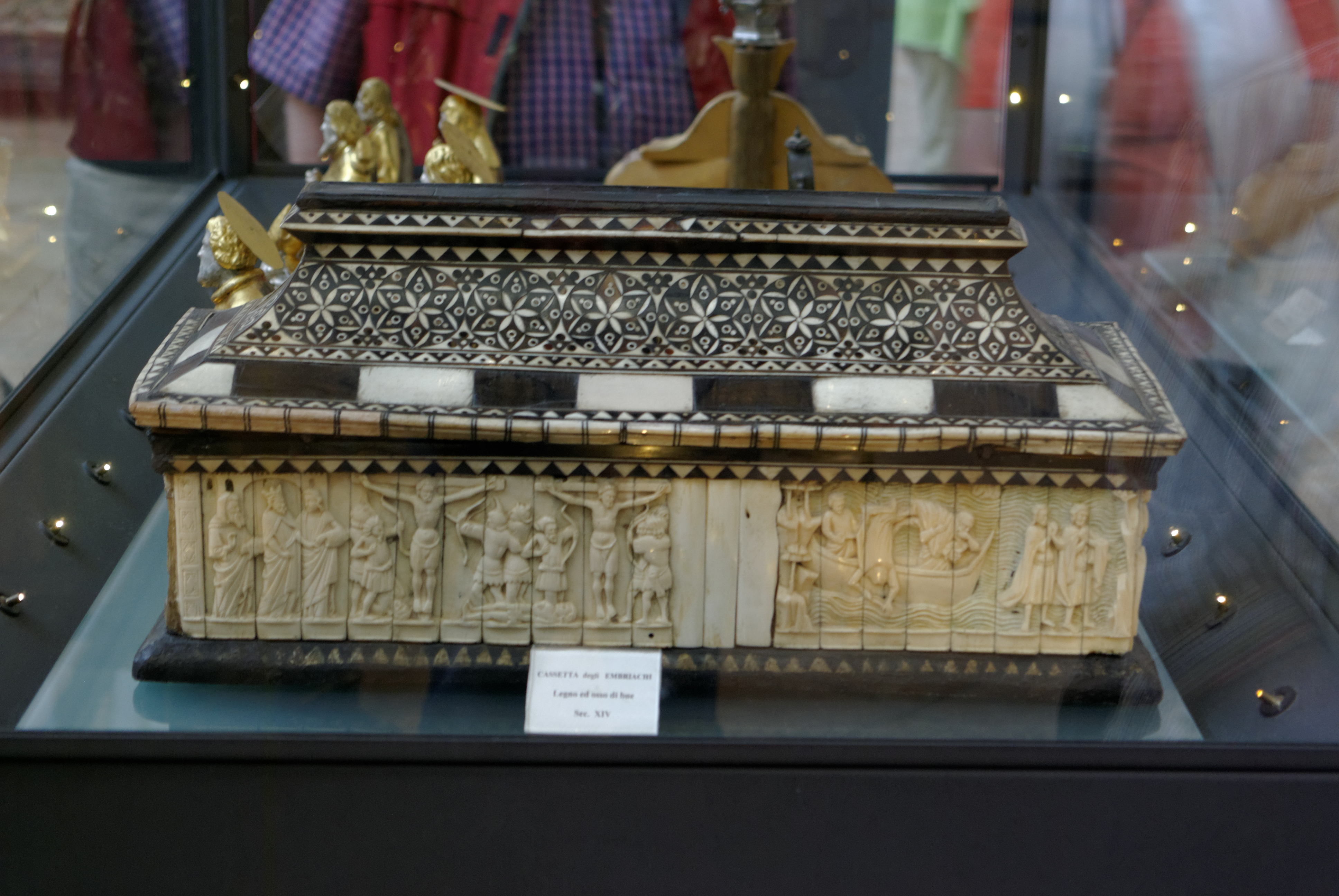
Reliquiario a cassetta dei santi Cosma e Damiano
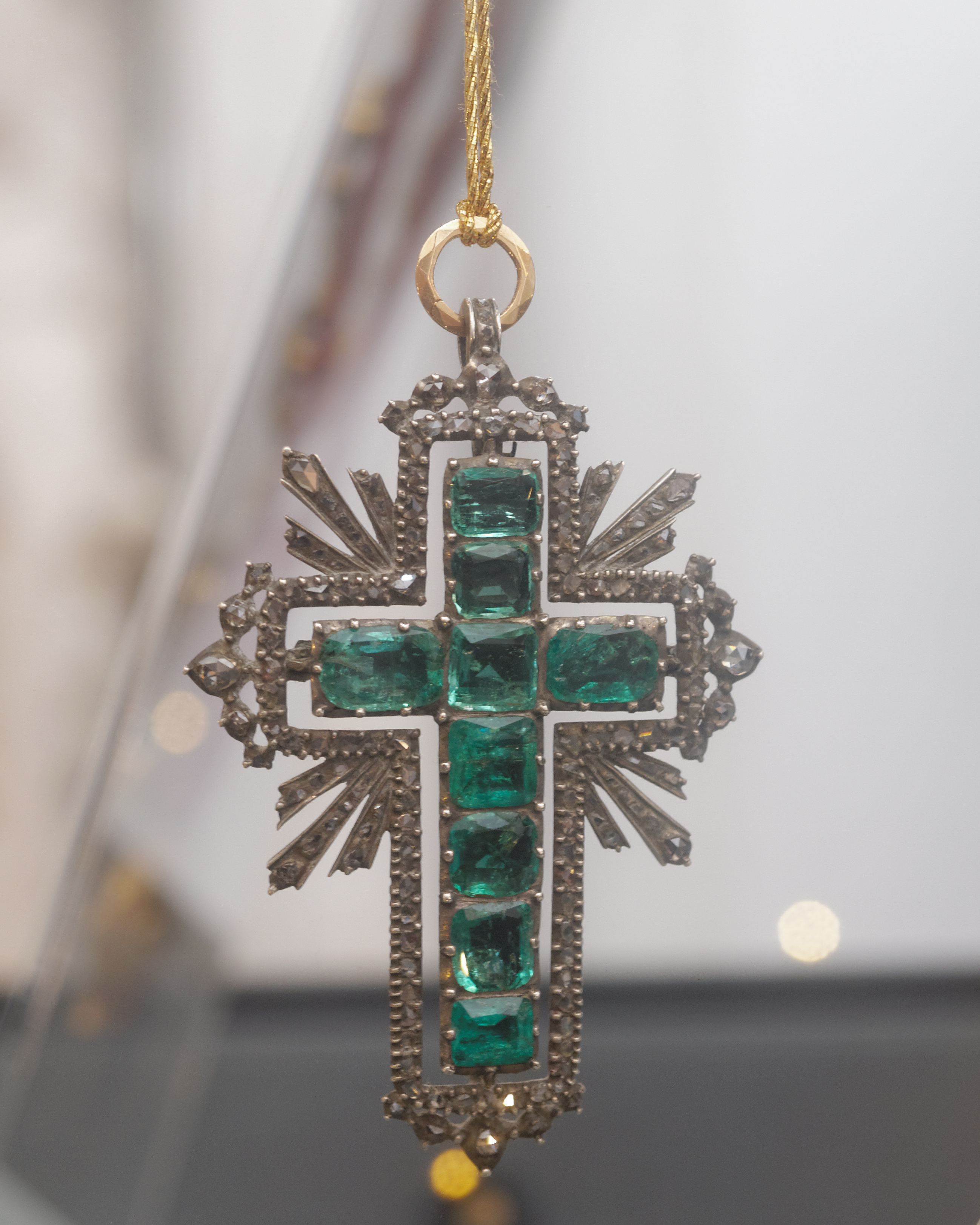
Croce pettorale
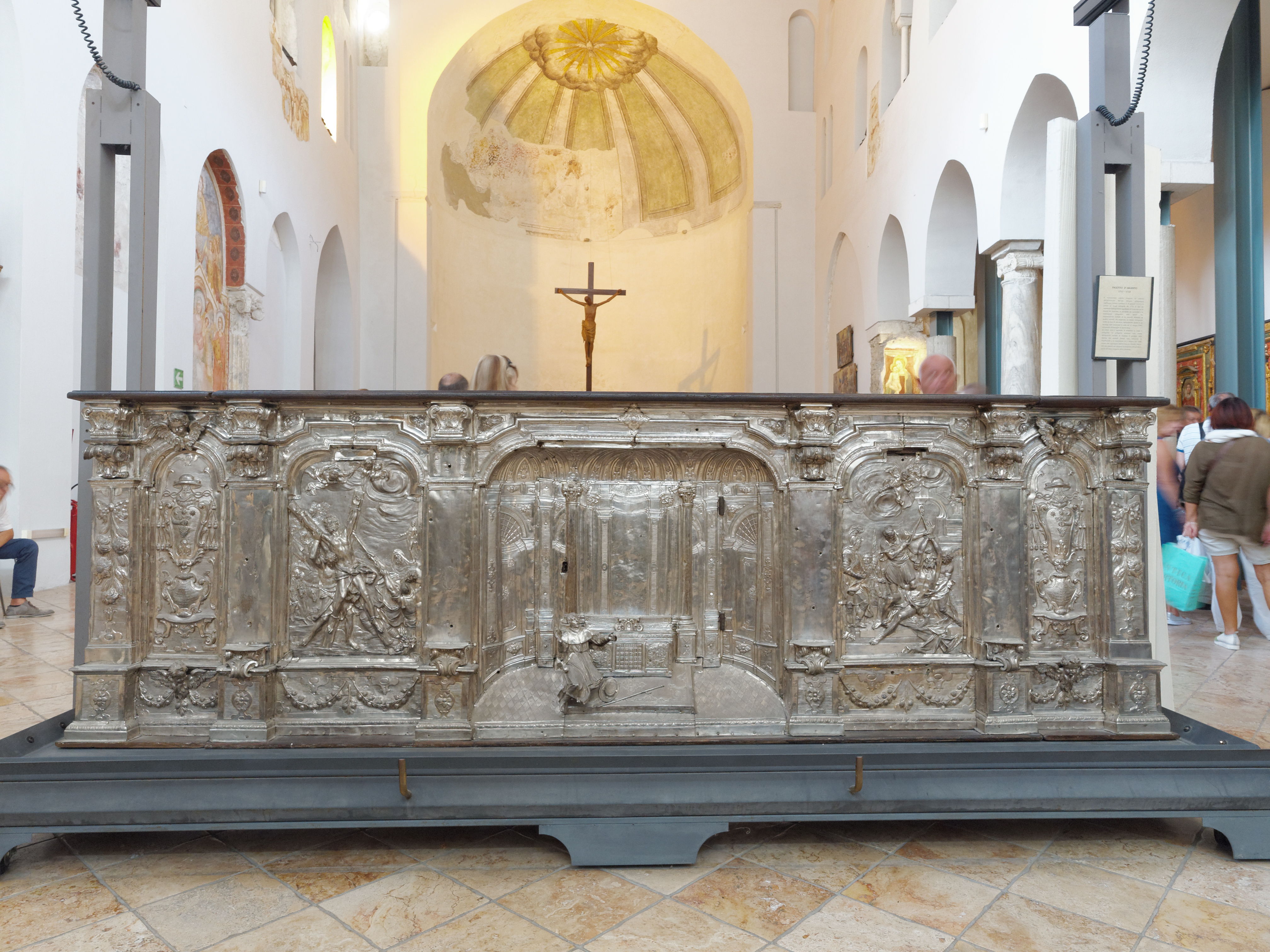
Paliotto argenteo del 1711
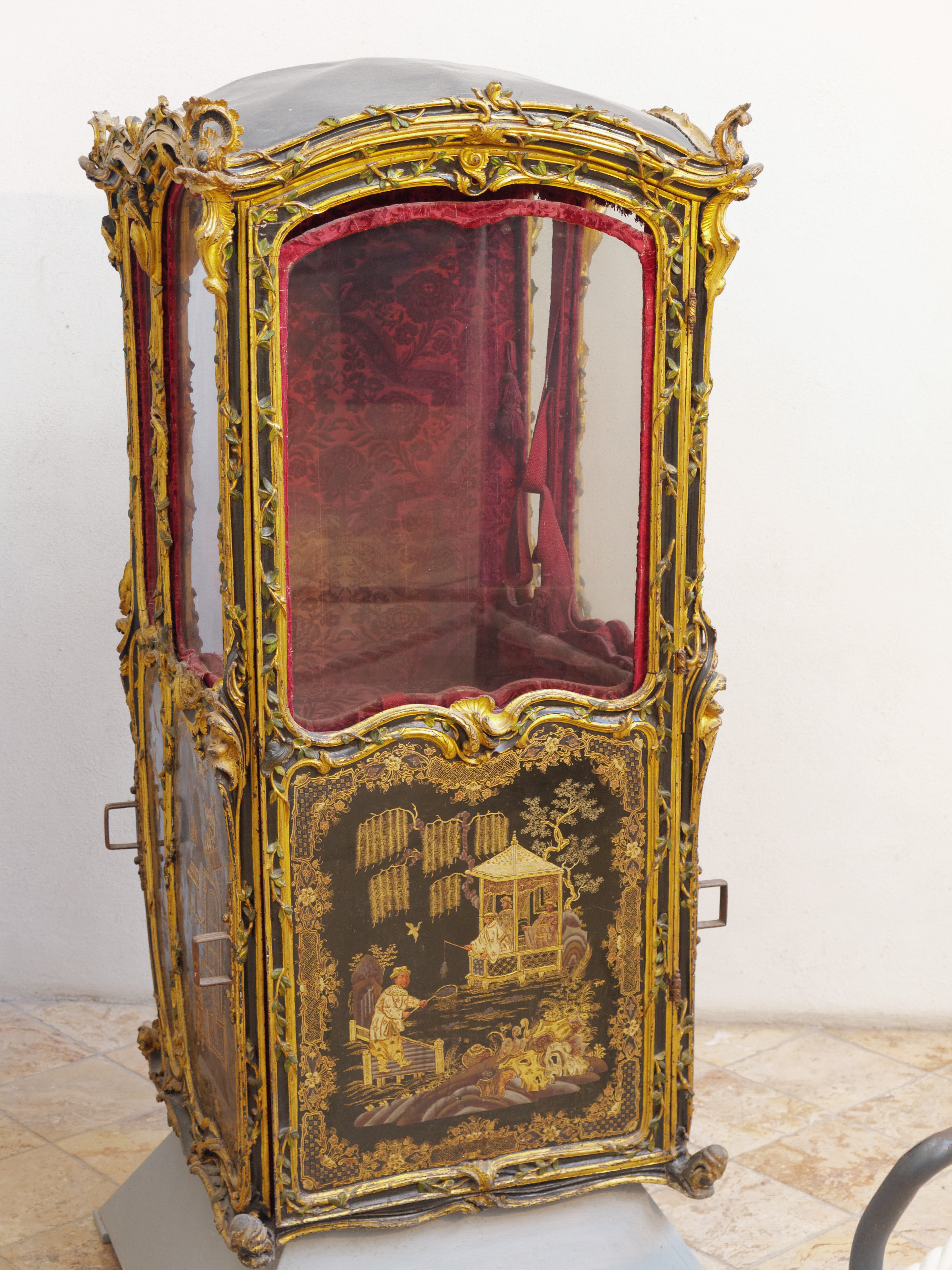
Portantina del XVIII secolo

### Sezione IV - Dipinti e sculture
La sezione conserva pregevoli dipinti e sculture, tra i quali si notano: 
- Madonna con Gesù Bambino in trono (XIV secolo), affresco staccato, attribuito alla scuola senese.
- Statua della Madonna con Gesù Bambino detta Madonna delle Grazie o Madonna dell'Idra (seconda metà del XIV secolo), in legno policromo, di scuola napoletana.
- Bassorilievo con Madonna della Neve (seconda metà del XV secolo), in marmo, attribuito al celebre scultore Francesco Laurana.
- Pala d'altare con Madonna con Gesù Bambino tra sant'Andrea e san Giacomo, detta Madonna del latte, sormontata da una cimasa con Compianto su Gesù Cristo morto (1505), dipinto su tavola dal cosiddetto Maestro del Duomo di Amalfi.
- Lastra a bassorilievo con Madonna con Gesù Bambino in trono tra sant'Andrea e san Giovanni Battista (inizio del XVI secolo), in marmo, realizzato da uno scultore amalfitano utilizzando a rovescio una lastra, proveniente da un pluteo altomedievale (VIII secolo), decorato sul lato opposto con motivi geometrici.

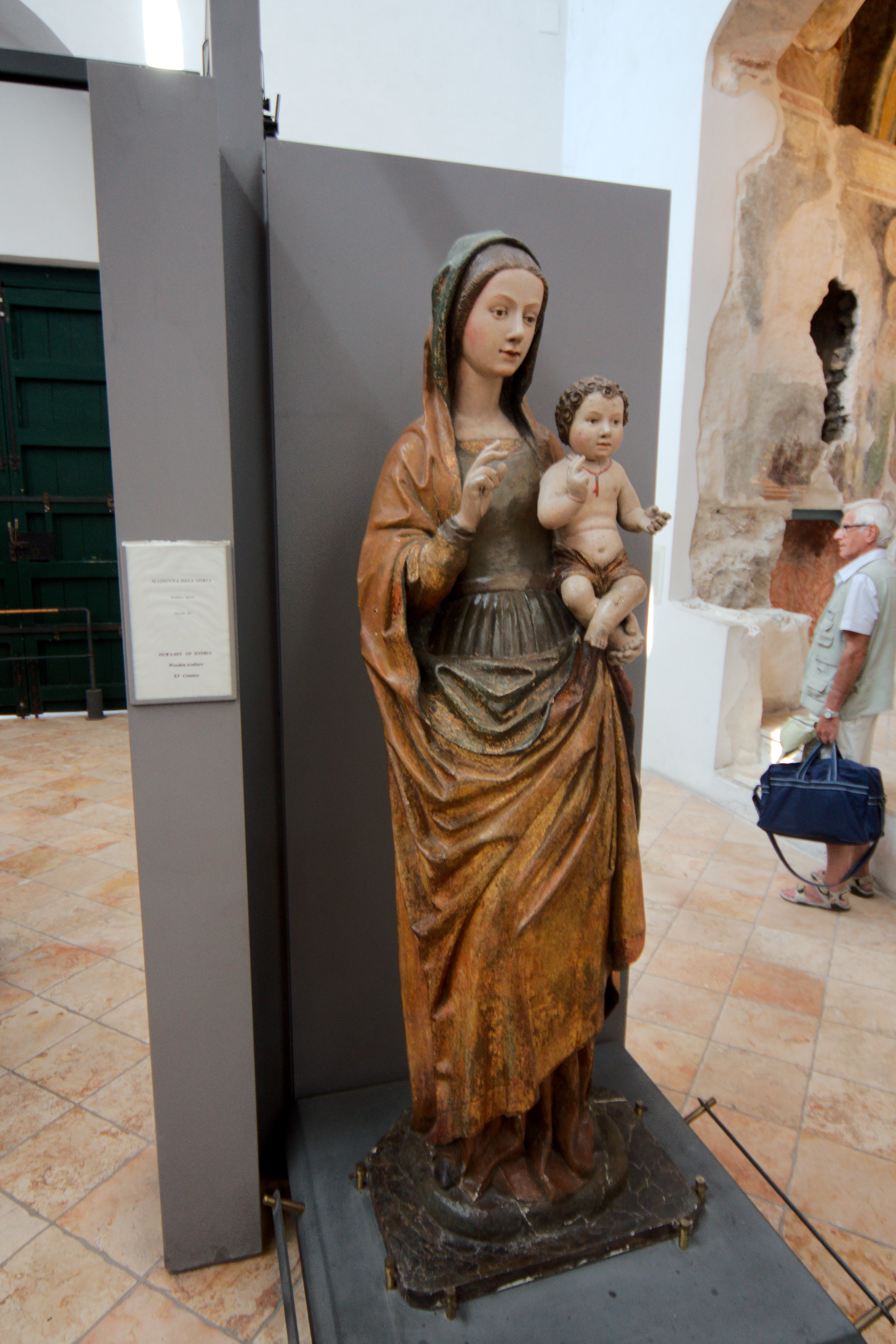
Statua della Madonna dell'Idra
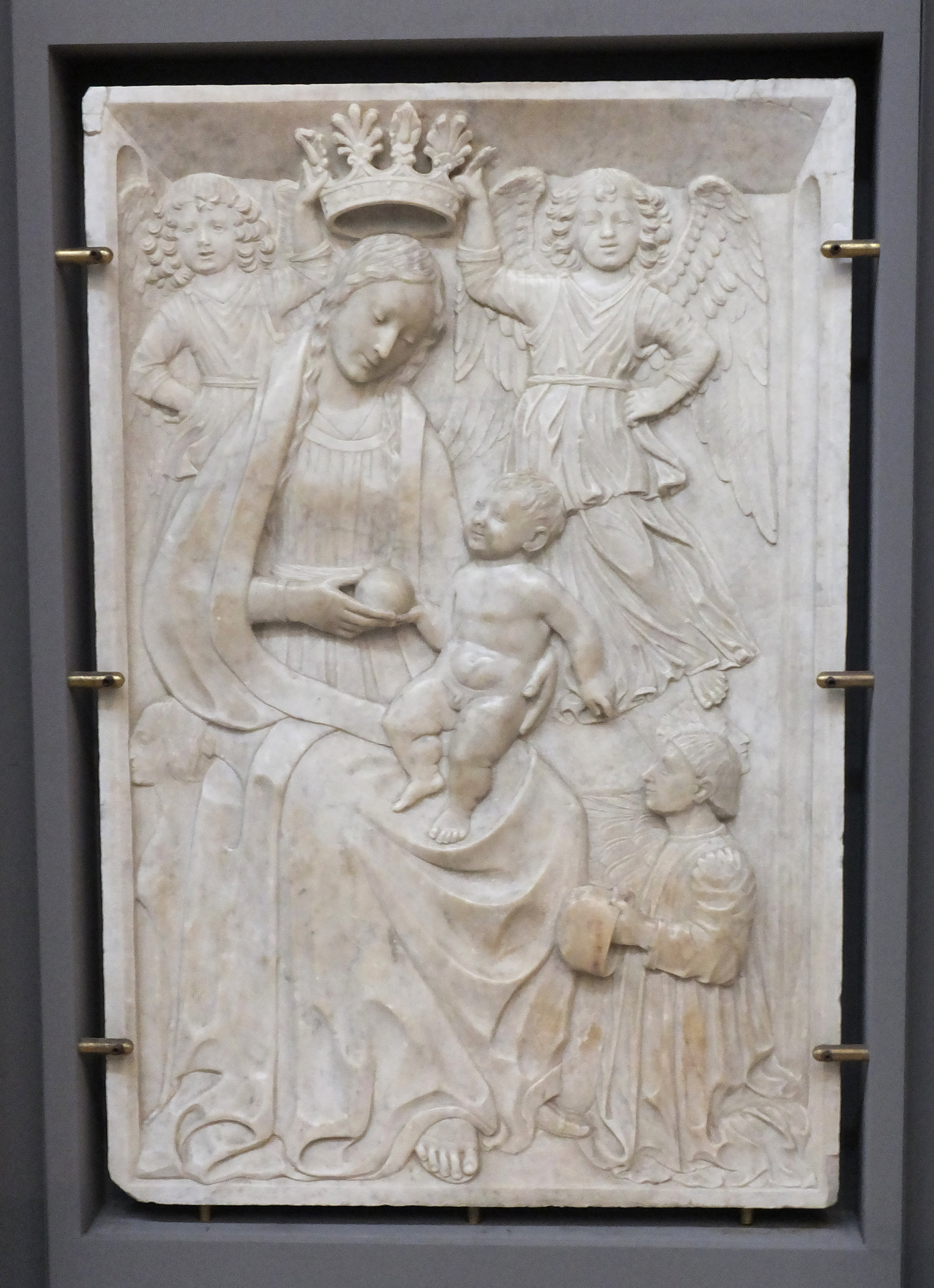
Bassorilievo della Madonna della Neve
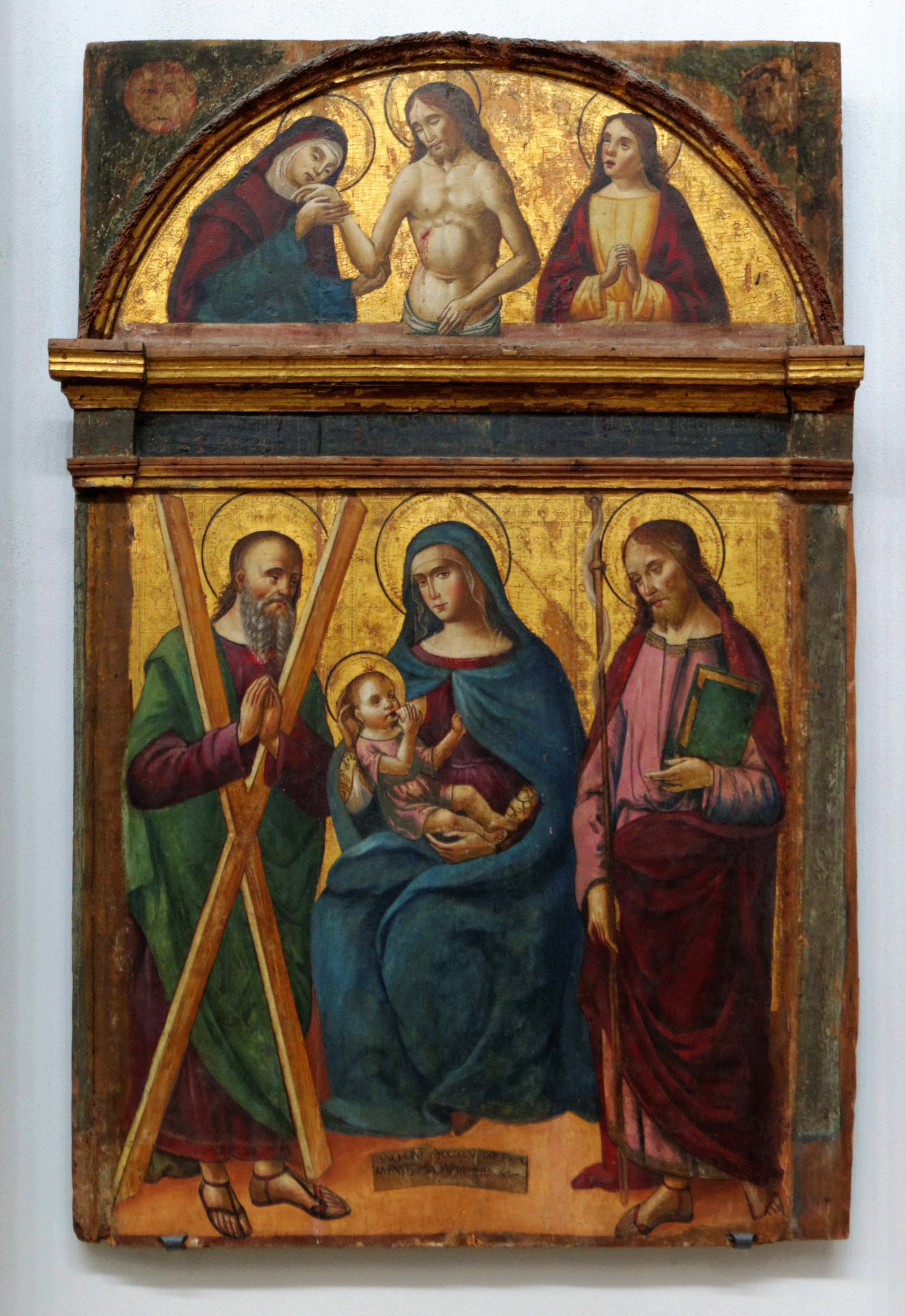
Pala della Madonna del latte
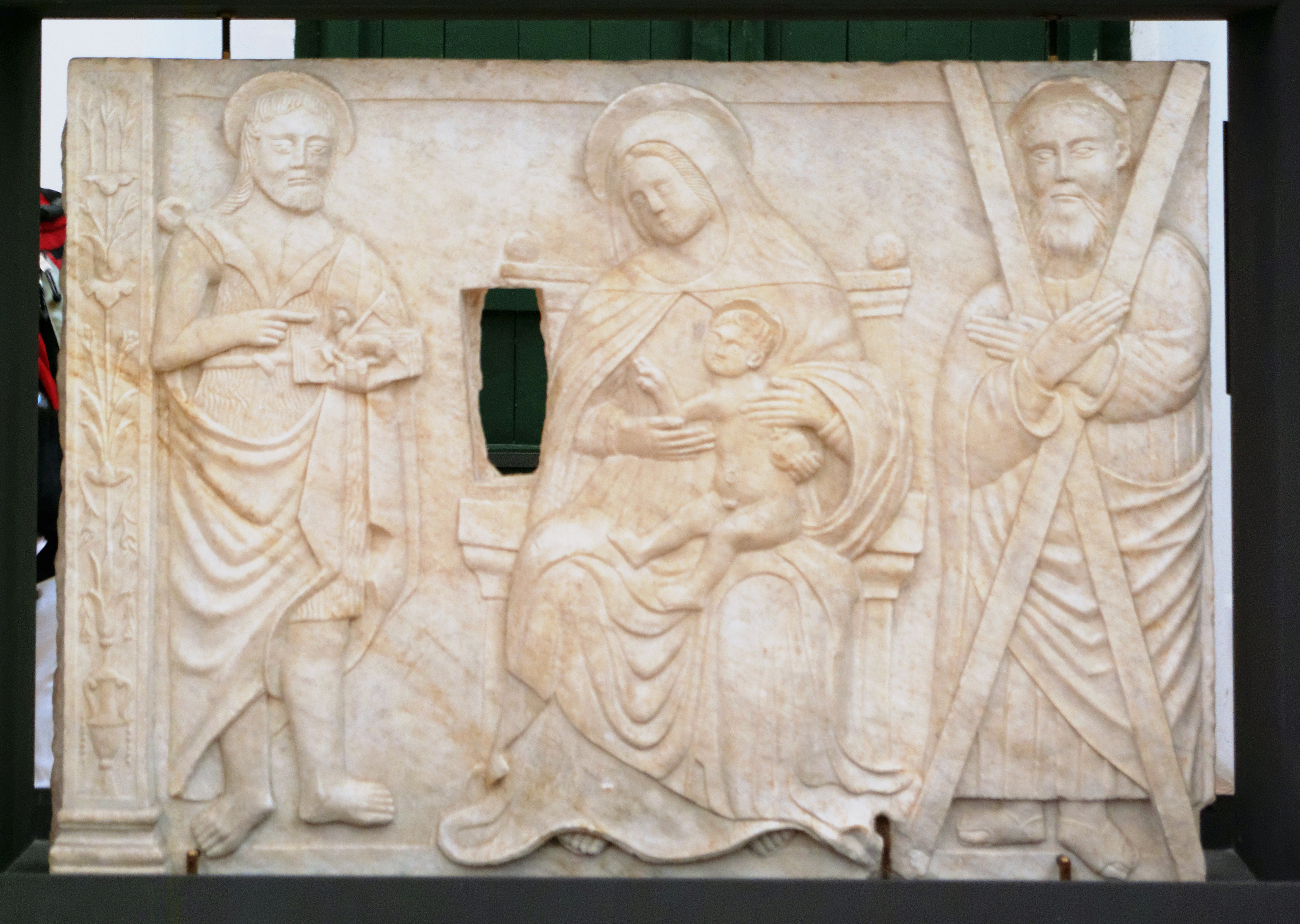
Lastra a bassorilievo con Madonna e Santi proveniente da un pluteo medievale